# آندرانیک آلکسانیان
آندرانیک آلکسانیان (ارمنی: Անդրանիկ Ալեքսանյան؛ اوکراینی: Андранік Алексанян؛ زادهٔ ۶ مهٔ ۱۹۹۸) موسیقی‌دان، خواننده و ترانه‌پرداز ارمنی‌تبار اهل اوکراین است. وی از سال ۲۰۰۶ میلادی تاکنون مشغول فعالیت بوده است.

## زندگی‌نامه
وی در ۶ مهٔ ۱۹۹۸ ‏در خملنیتسکیی از پدری ارمنی و مادری اوکراینی به دنیا آمد . 